# 디파밤사
디파밤사(팔리어: Dīpavaṃsa diːpɐˈʋɐ̃sɐ, 디빠왕사)는 스리랑카에서 가장 오래된 역사 기록이다. 제목 디파밤사는 ‘섬의 역사’라는 뜻으로 한문으로는 도사(島史) 또는 도왕통사(島王統史)로 번역된다.
서기 3~4세기 경 아타카타(Atthakatha)와는 다른 경로로 수집, 편찬된 것으로 여겨지고 있다. 《마하밤사》(Mahavamsa)와 함께 스리랑카와 인도의 고대 역사를 알려주는 사료일 뿐만 아니라 상좌부 불교 및 팔리어 문학의 중요한 초기 작품으로도 중요성이 높다.

## 내용
대체로 3-4세기에 스리랑카의 아누라다푸라(Anuradhapura)의 사찰인 마하 비하라야 사원(Maha Viharaya, 대사大寺)의 비구 또는 비구니들에 의해 저술된 것으로 보인다. 《디파밤사》는 스리랑카에서 처음으로 저술된 팔리어 텍스트이자, 익명으로 저술된 마지막 텍스트 중 하나였을 것으로 여겨진다.
《디파밤사》의 서문은 이렇게 시작한다.: "들어라! 나는 붓다의 섬 방문, 불아(佛牙)과 보리수의 전래, 붓다의 가르침의 출현, 스승의 출현, 섬에서 불교의 확산 및 수장 비자야(Vijaya)의 도래에 대해 설명하겠다." 아누라다푸라의 다투세나(5세기)는 해마다 아누라다푸라에서 열리는 마힌다 축제에서 디파밤사를 낭송할 것을 명하였다.
《디파밤사》는 석가모니 부처가 스리랑카 섬에 세 번 방문하였으며, 그 장소는 데가라피 라자 마하 비하라야(Deegavapi Raja Maha Viharaya)의 켈라니야(Kelaniya)이며, 나중에 보리수 묘목이 아누라다푸라의 마하 므나우야나(공원) 내에 심어졌다고 전하고 있다. 《디파밤사》에는 석가모니 부처의 스리파다 방문에 대한 대한 언급은 없다.

## 불교 종파에 대한 묘사
4세기의 디파밤사를 시작으로 마하비하라의 상좌부 불교 승려들은 스리랑카에서 그들의 가르침을 불교의 본산이기도 한 인도의 상좌부 불교와 동일시하려고 했다. 디파밤사는 상좌부 불교를 '거대한 반얀나무'로 칭찬하며, 나머지 초기 불교 학파는 잔가시(kaṇṭaka)로 묘사하였다.
이 17개의 종파는 분리주의자이다.
오직 하나는 비분리적이다.
비분리적 종파와 더불어
모두 18가지가 있다.
거대한 반얀나무와 같이
상좌부는 위대하다.
그것은 정복자의 섭리,
모자람도 지나침도 없이 온전하다.
다른 종파가 일어섬은
저 나무의 잔가시와도 같도다.
— Dīpavaṃsa, 4.90–91

## 마하밤사와의 관계
비자야 전설과 관련하여, 《디파밤사》는 비야의 조상인 칼링가 방가(Kalinga-Vanga) 공주의 남편 싱하(Sinha)를 대상들을 상대로 약탈을 벌였던 무법자인 싱하(Sinha)라고 언급하는 등, 후기 작품인 《마하밤사》보다 초자연적인 색채를 빼기 위해 노력했다. 한편 라라(Lata) 왕국의 국왕, 여왕인 싱하 바후(Sinha-bahu)와 싱하시 발리(Sinhasivali)는 "쌍둥이 아들을 열여섯 번이나 낳았는데" 장남은 비자야이고 두 번째는 수미타였다. 비자야가 잔인하고 부적절했기 때문에 분노한 사람들은 왕에게 아들을 죽일 것을 요청했는데, 왕은 비자야를 죽이는 대신 그를 따르는 추종자 700명과 함께 왕국에서 쫓아냈고, 그들이 왕국을 떠나 스리랑카의 탐바-파니라는 곳에 상륙한 날은 석가모니 부처가 대열반(마하파리니바나)에 든 바로 그 날이었다.
《디파밤사》는 상가 미타(Sangamitta, 아소카 대왕의 딸)의 도착에 대해 더 자세히 설명하고 있는데, 두투가무누(Dutugamunu)의 서사시는 열 개의 팔리어 4행시에 불과한 반면 《마하밤사》는 이를 열 개의 장(章)에 할애해서 서술하고 있다. 디파밤사에서 스리랑카의 비구니들에게 보다 초점을 맞추어 서술하였으며 또한 상가 미타가 역사에 특히 뛰어났다는 묘사를 들어, 휴고 네빌(Hugh Nevill)은 《디파밤사》가 비구 승단에 의해 집필된 것이 아니라 비하라스(Viharas) 지역의 여러 비구니 공동체들로부터 유래하였을 가능성을 제기하였다.
《디파밤사》는 《마하밤사》의 '원사료'로 간주되는데, 후자가 더 일관되게 조직되어 있으며 팔리어로 작성된 가장 위대한 종교적, 역사적 서사시로 여겨지고 있다. 《마하밤사》와 《디파밤사》에서 언급되는 역사 서술(즉, 왕의 연대기, 전투 등)은 아소카 대왕의 사망 무렵부터 그 기록이 대부분 정확하다고 여겨진다.

## 번역
디파밤사는 1879년 헤르만 올덴버그(Hermann Oldenberg)에 의해 영어로 번역되었으며 1947년 B.C 라우(B. C. Law)에 의해 연구가 이루어졌다.

## 같이 보기
- 스리랑카의 역사
- 아누라다푸라
- 폴로네루와
- 마하밤사
- 보디밤사